# تل چنگیز خانی
تل چنگیز خانی مربوط به سده‌های اولیه دوران‌های تاریخی پس از اسلام است و در شهرستان بیضا، بخش بیضا، دهستان کوشک هزار، ۱ کیلومتری شرق روستای برکه واقع شده و این اثر در تاریخ ۳۰ بهمن ۱۳۸۶ با شمارهٔ ثبت ۲۰۹۶۲ به‌عنوان یکی از آثار ملی ایران به ثبت رسیده است.